# Баєвський Роман Маркович
Бає́вський Рома́н Ма́ркович (3 серпня 1928, Ростов-на-Дону, УССР, СРСР — 31 травня  2020 , Москва, РФ. — доктор медичних наук, професор, заслужений діяч науки Російської Федерації, головний науковий співробітник Державного наукового центру РФ — Інституту медико-біологічних проблем РАН, академік Міжнародної академії інформатизації, член-кореспондент Міжнародної академії астронавтики, член Європейського товариства неінвазивної кардіодінамікі, член редколегії журналів «Функціональна діагностика», «Донозологія», «Cardiometry».
Р. М. Баєвський відомий як один з провідних фахівців в галузі космічної кардіології та за методологією фізіологічних вимірювань в космосі.

## Життєпис
З 1946 по 1951 рік навчався в Свердловському медичному інституті, де і підготував свою першу наукову роботу, присвячену застосуванню електрокардіографії для роздільної оцінки функціонального стану лівих і правих відділів серця. У 1951 р був покликаний в армію і вступив на військово-медичний факультет Саратовського медичного інституту, який закінчив з відзнакою в 1952 р.
З березня 1964 р Баєвський працював в Інституті медико-біологічних проблем, де він в тому ж році організував лабораторію медичної кібернетики, в якій проводяться роботи над розвитком методу математичного аналізу серцевого ритму, вперше використаного вчасно польотів на кораблях «Восток» і «Восход».
В основу докторської дисертації Р. М. Баевского лягла розробка фізіологічних методів для використання на борту космічних апаратів, а в 1965 р випускається монографія, присвячена даній темі «Фізіологічні методи в космонавтиці».
У 1966 р в Москві під керівництвом академіка В. В. Парина, і доктора медичних наук Р. М. Баевского була організована перша конференції з математичного аналізу серцевого ритму.
У наступні роки Баєвський продовжував займатися розвитком космічної кардіології та, зокрема, комплексних досліджень адаптації серцево-судинної системи до умов тривалої невагомості.
Помер  	31 травня 2020 після тяжкої хвороби.

## Нагороди та звання
За участь в космічних дослідженнях на  кораблях «Восток» і на  орбітальній станції «МИР» Р. М. Баєвський був нагороджений орденами Червоної Зірки і «Знак Пошани»; за проведення наукових досліджень на Міжнародній космічній станції нагороджений низкою медалей Російської федерації космонавтики, в тому числі медаллю ім. Ю. А. Гагаріна.

## Діяльність
Р. М. Баєвський були вперше в космосі проведені дослідження координації рухів при листі і ручна динамограф у екіпажу корабля «Восход-1». Р. М. Баєвський стояв біля витоків космічної телемедицини, організувавши на початку 60-х років перший центр прийому медичної телеметричної інформації. Під керівництвом професора Р. М. Баевского на орбітальних станціях «Салют» і «Мир» вперше в світі були проведені 24-х годинні записи електрокардіограми (холтерівське моніторування) і виконано кілька серій баллістокардіографіческіх досліджень.
Вважається, що в СРСР найбільш істотний внесок у вивчення ВСР внесли Д. Жемайтії і Р. М. Баєвський.
Так, концепція про систему кровообігу як індикаторі адаптаційної діяльності організму, сформульована В. В. Парин в 1967 р, була поглиблено розроблена Р. І. Баевским, який використовував математичний аналіз ритму серця, що реєструються в умовах стресу.
Розроблена Р. І. Баевским методика дозволяє проводити оперативну динамічну оцінку ступеня напруженості регуляторних механізмів людського організму в умовах стресових навантажень.
У 1998 р - під керівництвом Баевского винайдений прилад для аналізу ВСР «Варікард».
Баєвський є автором ряду статей, опублікованих в наукових журналах з проблем аналізу ВСР.
Одне з провідних місць в науковій діяльності P.M. Баєвского займає розвиток вчення про здоров'я. Використовуючи досвід дослідження космонавтів він розробив принципово новий підхід до оцінки рівня здоров'я, який отримав назву «донозологической діагностики» (цей новий термін увійшов в Велику Медичну енциклопедію (1978). 
Дослідженню станів, прикордонних між нормою і патологією (донозологических станів) присвячені кілька його монографій.
Р. М. Баєвський є автором і співавтором понад 500 наукових робіт, включаючи 18 монографій, 14 патентів. 
Деякі найбільш відомі роботи представлені нижче.

## Публікації Р. М. Баевского

### Книги
1. ↑  Коллектив авторов. Методы и приборы космической кардиологии на борту Международной космической станции. — М. : Litres, 2019. — ISBN 9785041541880.
2. 1 2  Баевский Р. М.. Физиологические методы в космонавтике. — М. : Наука, 1965. — 299 с.
3. 1 2  Баевский Р. М.. Прогнозирование состояний на грани нормы и патологии. — М. : Медицина, 1979. — 205 с.
4. ↑  Казначеев В. П., Баевский Р. М., Берсенева А. П... Донозологическая диагностика в практике массовых обследований населения. — Л. : Медицина, 1980. — 226 с.
5. 1 2  Баевский Р. М., Берсенева А. П.. Оценка адаптационных возможностей организма и риск развития заболеваний. — М. : Медицина. — 236 с.
6. ↑  Баевский Р. М., Григорьев А. И.. Концепция здоровья и космическая медицина. — М. : Слово, 2007. — 208 с.
7. 1 2  Баевский Р. М., Берсенева А. П.. Введение в донозологическую диагностику. — М. : Слово, 2008. — 174 с. — 1000 прим. — ISBN 978-5-900228-77-8.
8. ↑  Парін В. В.[ru], Баевский Р. М.. Введение в медицинскую кибернетику. — М. : Медицина, 1966. — 300 с.
9. ↑  Парин В. В., Баевский Р. М., Волков Ю. Н., Газенко О. Г.. Космическая кардиология. — Л. : Медицина, 1967. — 228 с.
10. ↑  Баевский Р. М., Кириллов О. И., Клецкин С. З.. Математический анализ изменений сердечного ритма при стрессе. — М. : Наука, 1984. — 221 с.
11. ↑  Григор'єв А. І., Баевский Р. М.. Концепция здоровья и проблема нормы в космической медицине. — М. : Слово, 2001. — 92 с. — ISBN 5-900228-20-7.
12. ↑  Бреус Т. К., Чибисов С. М., Баевский Р. М., Шебзухов К. В... Хроноструктура ритмов сердца и факторы внешней среды. — М. : Издательство Российского университета дружбы народов; Полиграф сервис, 2002. — 232 с. — ISBN 5-209-01404-5.
13. ↑  Григорьев А. И., Баевский Р. М., Галеева Н. Ю.. Василий Васильевич Парин и его роль в развитии космической физиологии и медицины. — М. : Слово, 2004. — 167 с. — ISBN 5-900228-37-1.

### Статті
1. ↑  Баевский Р. М. и др. Холтеровское мониторирование в космической медицине: анализ вариабельности сердечного ритма // Вестник аритмологии. — 2000. — № 16. — С. 6—16.
2. ↑  Баевский Р. М. и др. Анализ вариабельности сердечного ритма при использовании различных электрокардиографических систем (часть 1) // Вестник аритмологии. — 2001. — № 24. — С. 65—87.
3. ↑  Баевский Р. М., Иванов Г. Г.. Вариабельность сердечного ритма: теоретические аспекты и возможности клинического применения // Ультразвуковая и функциональная диагностика. — 2001. — № 3. — С. 108—127.
4. ↑  Баевский Р. М.. Анализ вариабельности сердечного ритма: история и философия, теория и практика // Клиническая информатика и телемедицина. — 2004. — № 1. — С. 54—64.